# Zuzana Čaputová
Zuzana Čaputová (pronunciació en eslovac: [ˈzuzana ˈtʃaputɔʋaː], cognom de soltera: Strapáková), (Bratislava, 21 de juny de 1973) és una política, advocada i activista mediambiental eslovaca. És presidenta de la República d'Eslovàquia des del 15 de juny de 2019, i ha esdevingut la primera dona a ocupar aquest càrrec al seu país; també va ser membre fundadora del partit liberal progressista Eslovàquia Progressista, creat el 2017, del qual va ser vicepresidenta des de gener de 2018 a 19 de març de 2019. L'any 2016 va guanyar el premi Goldman per la campanya que va liderar contra un abocador il·legal de residus tòxics en Pezinok. Des del 2019 la revista Forbes l'ha reconeguda cada any a la Llista de les 100 dones més poderoses del món.

## Trajectòria professional
Després de llicenciar-se en dret a la Universitat Comenius de Bratislava el 1996 va començar a treballar en el govern local de Pezinok, primer com a assistenta en el departament legal i posteriorment a l'alcaldia. El seu següent pas va ser en el sector de les ONG treballant en la denúncia d'abús i explotació infantil. I treballant com a gerenta de projectes en l'associació cívica EQ Klub en desenvolupament de la comunitat local.
Entre 2001 i 2017 va treballar a VIA IURIS, des de 2010 com a jurista. L'organització està dedicada a la lluita per la transparència en funcionament del poder judicial, responsabilitat dels funcionaris públics, propietat pública i enfortiment del control públic sobre les autoritats governamentals.
A Pezinok, va estar durant una dècada al capdavant d'una campanya pública contra l'autorització d'un altre abocador que agreujaria la contaminació del sòl, l'aire i l'aigua a la ciutat i les seves àrees circumdants. La lluita va culminar el 2013, quan el Tribunal Suprem de la República Eslovaca va dictaminar que el nou abocador era il·legal i violava les normes ambientals. El Tribunal va emetre el seu veredicte a partir de la decisió del Tribunal de Justícia de les Comunitats Europees, que va confirmar el dret públic a participar en la presa de decisions sobre qüestions que afecten el medi ambient. El Tribunal de Justícia ha aclarit diverses altres qüestions legals en el cas, que ara són vinculants en tota la Unió Europea.
Čaputová manté el seu propi despatx com a advocada i és autora i coautora de diverses publicacions. També pertany a la xarxa d'advocats i juristes ambientals Environmental Law Alliance Worldwide (ELAW) i Alliance Worldwide (ELAW).

## Trajectòria política
En 2017 va irrompre en l'escena política com a membre fundadora del partit Eslovàquia Progressista. El gener de 2018 va ser elegida vicepresidenta del partit, càrrec al qual va renunciar el març de 2019.

### Presidenta d'Eslovàquia
En una conferència de premsa celebrada el 29 de març de 2018, Čaputová anunciava oficialment la seva candidatura a la presidència en les eleccions presidencials eslovaques de 2019, després d'haver estat recolzada pel seu partit, Eslovàquia Progressista, Llibertat i Solidaritat i SPOLU i després que el seu principal oponent, Robert Mistrík, es retirés de la carrera i li donés suport el 26 de febrer de el 2019. El 16 de març de 2019 va guanyar la primera volta de les eleccions presidencials amb gairebé el 40,5% dels vots. El seu rival a la segona volta era el vicepresident de la Comissió Europea Maros Sefcovic, que hi concorria com a independent però comptava amb el suport dels socialdemòcrates. I Čaputová guanyà les eleccions. La seva investidura presidencial va tenir lloc el 15 de juny de 2019 durant una sessió especial del Consell Nacional a Bratislava.
A les eleccions legislatives eslovaques de 2020 els aliats de govern del fins llavors gabinet de Peter Pellegrini de Direcció – Socialdemocràcia (SMER-SD), el Partit Nacional Eslovac (SNS) i Most-Híd, van perdre tota la seva representació. Amb tot, OĽaNO tampoc tenia suficient suport per governar en solitari, forçant a una nova coalició encapçalada per Igor Matovič formada pels populistes, Llibertat i Solidaritat, Som Família i Per a la Gent.
Va ser qualificada com la política de més confiança del país tant el 2020 com el 2021, amb el 83% i el 58% dels ciutadans enquestats, que afirmaven que la veien com a fiable. Una enquesta de desembre de 2019 a la veïna República Txeca va mostrar que hi tenia un índex d'aprovació més alt (54% d'aprovació, 18% de desaprovació) que el seu president Miloš Zeman (46% d'aprovació, 50% de desaprovació).
El 28 de març de 2021, el primer ministre Matovič va anunciar que dimitiria a favor d'Eduard Heger i, a canvi, assumiria el càrrec de ministre de Finances. L'1 d'abril de 2021, el govern de Heger va ser aprovat per Čaputová.
Una enquesta a finals de maig de 2022 va informar que el 15% dels votants "segurament" la votarien, amb un 34% addicional considerant un vot per ella a les eleccions presidencials eslovaques de 2024.
Tot i que les eleccions legislatives estaven previstes per 2024, el 15 de desembre de 2022 el govern de Heger va perdre una moció de censura. Čaputová havia de nomenar un nou primer ministre però diversos partits de l'oposició i de la coalició guvernamental van manifestar que preferirien unes eleccions anticipades, obligant a modificar la Constitució per permetre celebrar-les, sent les primeres al país des de 2012.
Com que cap partit o aliança no va arribar als 76 escons necessaris per a la majoria es va formar un govern de coalició amb la suma de Smer-SD, Veu – Socialdemocràcia (HLAS-SD) i SNS amb Robert Fico com a primer ministre, investit el 25 d'octubre de 2023.
El 2023, el nom de Čaputová va esmentar-se com a possible candidata a substituir el secretari general de l'OTAN, Jens Stoltenberg, després de la seva esperada jubilació aquell mateix any. El 20 de juny de 2023, Čaputová va anunciar que no es presentaria a la reelecció, citant l'estrès creat per a pandèmia de COVID-19, la guerra russo-ucraïnesa, la crisi energètica i la inflació creixent.

## Posicions polítiques
Čaputová és considerada una política tendència liberal i europeista.

### Anticorrupció
Un dels eixos principals de la seva campanya a les eleccions presidencials de 2019 ha estat la lluita contra la corrupció. «Eslovàquia mostra signes de ser un Estat capturat, sembla que el poder no l'exerceixen els elegits, sinó aquells que mouen les cordes per darrere», va declarar en una entrevista.

### Ambientalista
És especialment coneguda per liderar una campanya que va provocar el tancament d'un abocador il·legal de residus tòxics a Pezinok que estava contaminant la terra, l'aire i l'aigua en la seva comunitat. El 2013 el Tribunal Suprem d'Eslovàquia li va donar la raó establint un precedent per a la participació pública eslovaca.

### Avortament i drets reproductius
Pel que fa a la qüestió de l'avortament, Čaputová dona suport al manteniment de l'statu quo existent: «Si hi ha una situació extrema i el dilema és decidir si adoptar una norma legal que afectarà la vida personal de la ciutadania o la deixarà sota la responsabilitat de les dones i la seva elecció personal, trio la responsabilitat d'una dona».

### Drets LGBT
En la seva campanya a les eleccions presidencials del 2019 va defensar els drets del col·lectiu LGBT i a l'adopció per a les parelles del mateix sexe.

## Reconeixements
L'any 2016, juntament amb altres cinc persones, va rebre el Premi Mediambiental Goldman.